# Marco Sieber
Marco Alain Sieber (* 1989 in Biel) ist ein Schweizer Arzt und seit 2022 Raumfahreranwärter der Europäischen Weltraumorganisation (ESA). Seine Astronautenausbildung bei der ESA begann im April 2023. Damit folgt er Claude Nicollier als zweiter Schweizer mit einer Astronauten-Ausbildung.

## Werdegang
Marco Sieber wurde in Biel geboren und wuchs in Kirchberg BE auf.
Er schloss 2007 das Gymnasium in Burgdorf ab. Im Jahr 2009 trat er in die Fallschirmaufklärerausbildung beim Kommando Spezialkräfte der Schweizer Armee ein, wo er den militärischen Rang eines Wachtmeisters erreichte. Bald assistierte er in Anatomie- und Physiologiekursen an der medizinischen Fakultät der Universität Bern. Gleichzeitig war er auch Fallschirmsprunglehrer für vormilitärische Fallschirmaufklärer.
Im Jahr 2015 erlangte er an der Universität Bern das Staatsexamen für Medizin mit Bestnote sowie den Titel eines Doktors der Medizin. In seiner Doktorarbeit befasste er sich mit robotergestützter Chirurgie. Im Jahr 2021 erwarb er den von der FMH anerkannten Fähigkeitsausweis der Schweizerischen Gesellschaft für Notfall- und Rettungsmedizin (SGNOR). Von 2015 bis 2017 war er Assistenzarzt in der Allgemeinchirurgie/Traumatologie sowie auf der Intensivstation in Interlaken. Nachdem er 2018 als Truppenarzt der Swisscoy im Rahmen der multinationalen Friedenstruppen im Kosovo KFOR Dienst geleistet hatte, arbeitete er bis 2019 als Assistenzarzt für Notfallmedizin am Universitätsspital Bern. Von 2019 bis 2021 war er Assistenzarzt für Anästhesie in Interlaken. Ab 2020 arbeitete Marco Sieber als Notarzt in der Hubschrauberrettung bei Air Glaciers und stiess ein Jahr später als Assistenzarzt zum Team der Urologie im Spitalzentrum Biel.
Marco Sieber verfügt über eine Privatpilotenlizenz. Er betreibt Outdoor- und Abenteuersportarten wie Fallschirmspringen, Gleitschirmfliegen, Tauchen, Skitouren und Kitesurfen.
Nebst seinen Muttersprachen Schweizer Mundart und Hochdeutsch spricht Marco Sieber fliessend Englisch und Französisch.

## Im Europäischen Astronautenkorps
Im November 2022 wurde Marco Sieber nach einem sechsstufigen Selektionsverfahren, das aus umfangreichen Tests und in den Schlussrunden aus Interviews bestand, aus über 22'500 gültigen Bewerbungen als Teil der Auswahl 2022 in das Europäische Astronautenkorps gewählt. Diese Klasse besteht aus 8 Kandidatinnen und 9 Kandidaten. Mit Sieber sind insgesamt fünf Berufsastronauten bestimmt worden, die übrigen Kandidaten bilden eine Reserve, die die ESA geschaffen hat, um bei Bedarf auf einzelne Kandidaten zurückzugreifen.
Marco Sieber absolvierte eine einjährige Ausbildung am Europäischen Astronautenzentrum in Köln, die im April 2024 mit einer Abschlusszeremonie beendet wurde, bei der er offiziell zum Astronauten ernannt wurde und so für Langzeit-Raumfahrtmissionen qualifiziert ist.